# Theodoor Verhaegen
Theodoor Verhaegen (Mechelen, 4 juni 1700 - Mechelen, 25 juli 1759) was een Vlaamse houtsnijder en beeldhouwer.
Theodoor Verhaegen werd geboren te Mechelen als oudste van de 4 kinderen van Rombout Verhaegen (overl. te Mechelen op 10 september 1713) en Elisabeth Van Groenendael (overl. te Mechelen op 21 april 1754) (gehuwd te Mechelen op 9 april 1698). Na hem volgden nog Frans (Mechelen, 10 november 1701 - Mechelen, 18 november 1701), Anna (Mechelen, 10 januari 1703 - Mechelen, 15 januari 1703) en Elisabeth (Mechelen, 20 juni 1706 - ?).
Hij werd opgeleid in talrijke ateliers, waaronder die van Jan Frans Boeckstuyns (1650-1734), Michiel van der Voort (1667-1737), J. De Cock, G. Kerrickx en Pierre-Denis Plumier (1688 - 1721). Hij werd in 1720 meester te Mechelen en vervaardigde in hoofdzaak houten laat-barok kerkmeubilair. Zijn beste werken (preekstoel en de kerkmeestersbanken) zijn te zien in de Sint-Janskerk en de Onze-Lieve-Vrouw van Hanswijkbasiliek te Mechelen.
Hij trouwde te Mechelen op 30 juni 1732) met Emerentiana Van Hoijvorst (Mechelen, 5 januari 1697 - Mechelen, 3 juli 1772), dochter van Jan Antoon Van Hoijvorst (overl. te Mechelen op 3 maart 1748) en Margarita Bodart (overl. te Mechelen op 2 oktober 1729) (gehuwd te Mechelen op 5 februari 1696).
Uit dit huwelijk sproten 2 kinderen: Elisabeth Maria (Mechelen, 3 juni 1733 - ?) en Jan Theodoor (Mechelen, 8 januari 1735 - Mechelen, 18 mei 1790), priester, kapelaan van de St. Romboutsparochie te Mechelen en koster van de St. Katelijneparochie te Mechelen.

## Werken van Verhaegen
- 1736: biechtstoel, Abdijkerk, Ninove
- 1736: preekstoel in de Sint-Laurentiuskerk te Lokeren (de 12-jarige Jezus onderwijst de schriftgeleerden)
- 1736-1741: preekstoel van de Sint-Janskerk te Mechelen
- 1743: stenen beelden van de vier kerkvaders in de St.-Romboutskerk te Mechelen
- 1743-1746: groep van wenende Adam en Eva, preekstoel O.-L.-Vrouw van Hanswijk, Mechelen
- 1744: kerkmeestersbanken van de Sint-Janskerk te Mechelen
- 1751: twee zijaltaren in de Abdijkerk te Ninove
- barok O.L.Vrouwebeeld met kind op wereldbolvormige sokkel met statig gestileerd wolkendek, slang, engelenkopjes en banderol, met opschrift "Maria weest gegroet"[2]
- preekstoel voor de norbertinessenkloosterkerk te Leliëndaal/Mechelen, thans in St.-Rombout [gesneden (1721-1723) door Michiel van der Voort met de assistentie van de jonge Theodoor, toen 21 tot 23 jaar oud]
- orgelontwerp van de Sint-Janskerk te Mechelen (uitgevoerd in 1784 door Pieter Valckx)

## Foto's

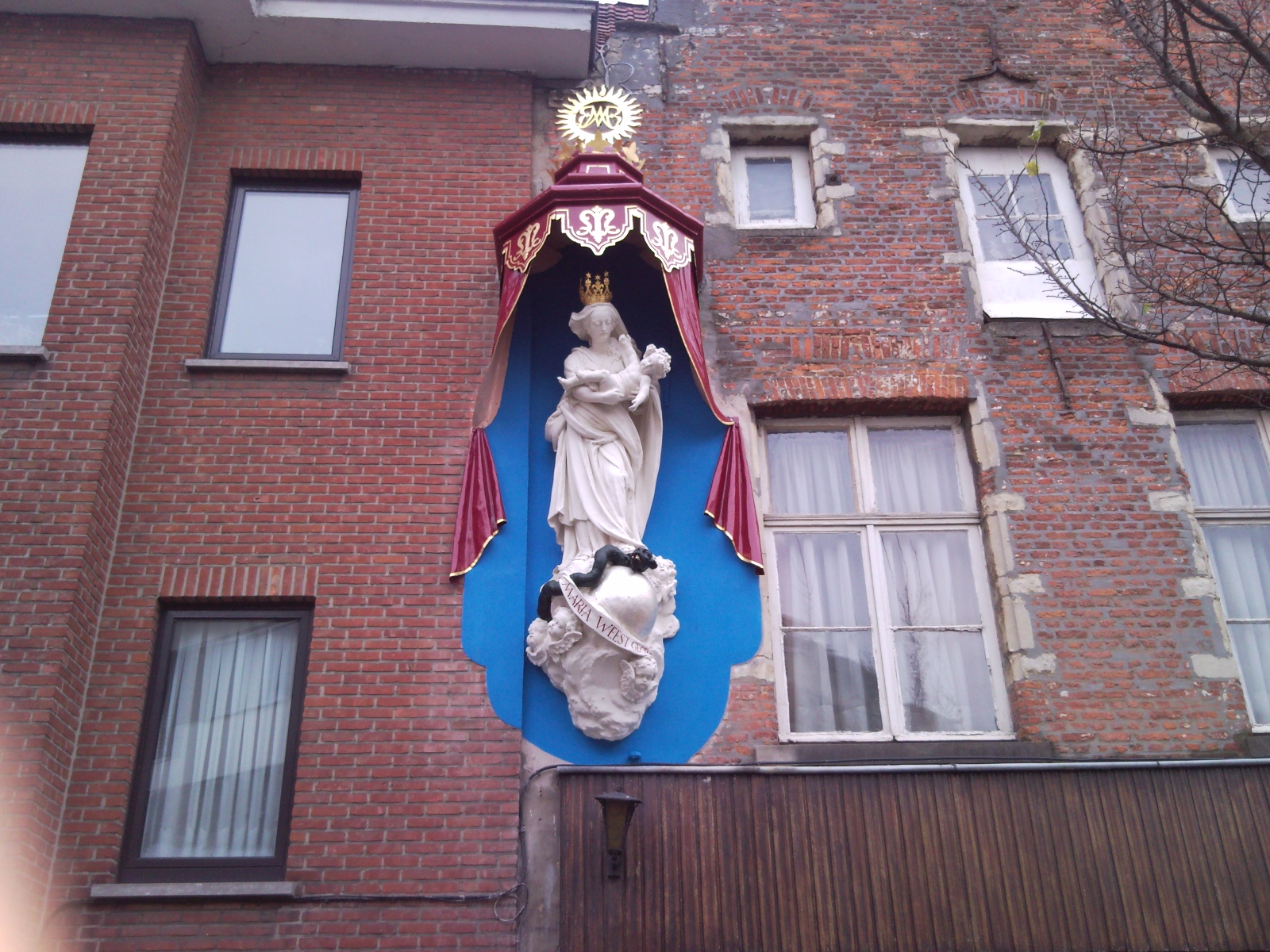
Barok O.L.Vrouwebeeld met kind op wereldbolvormige sokkel
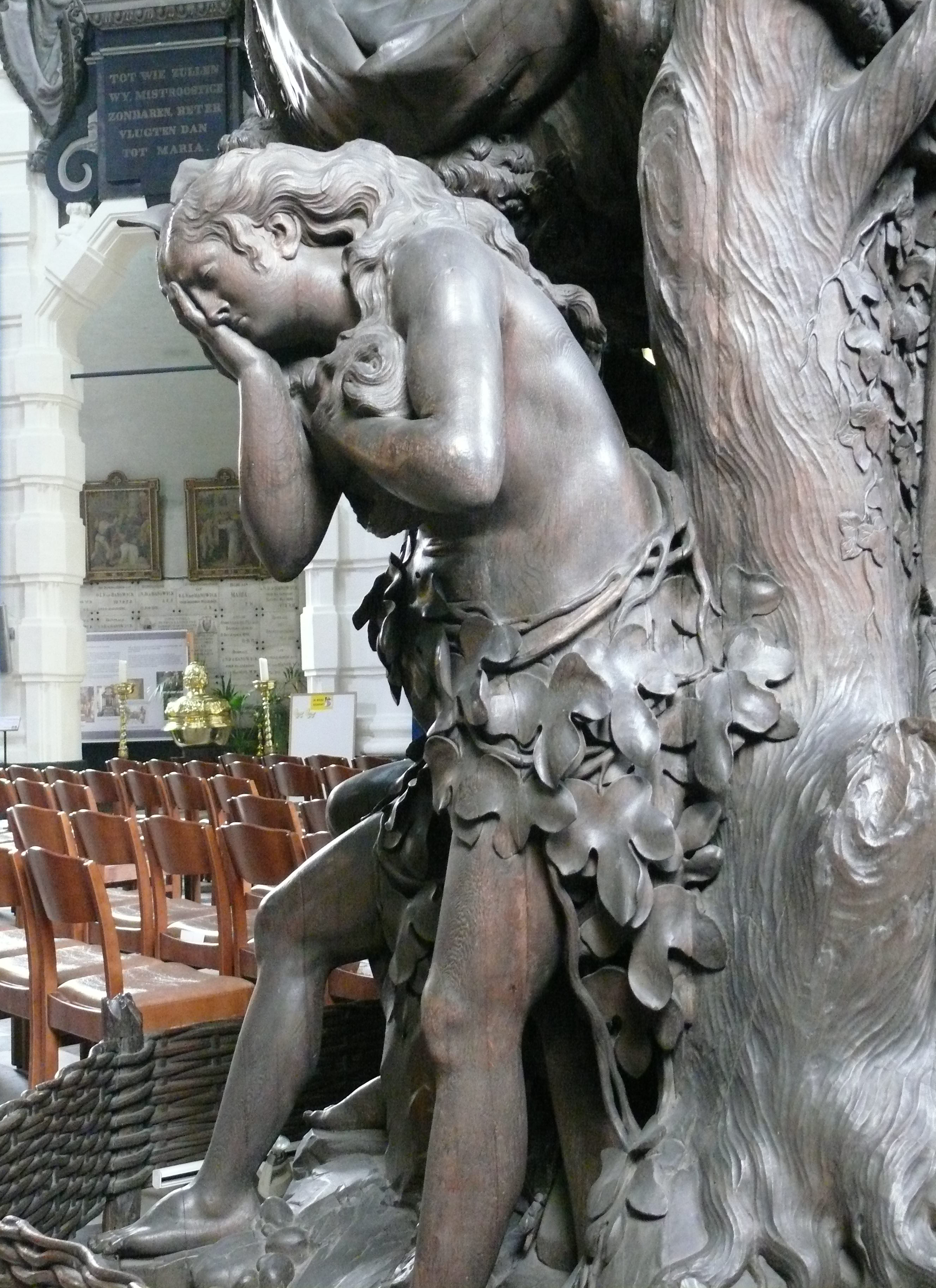
Preekstoel in de Onze-Lieve-Vrouw van Hanswijkbasiliek
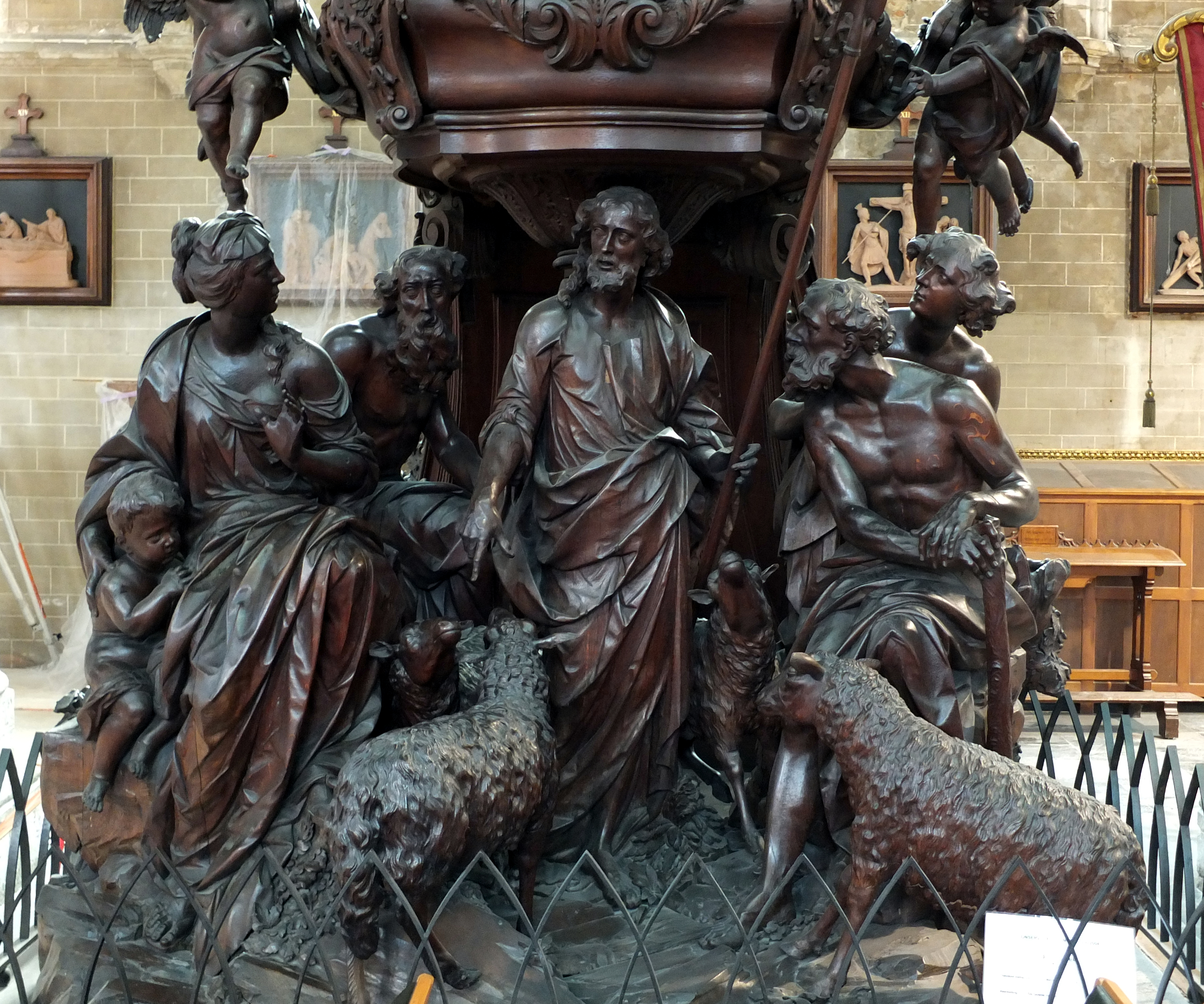
Preekstoel in de St-Janskerk
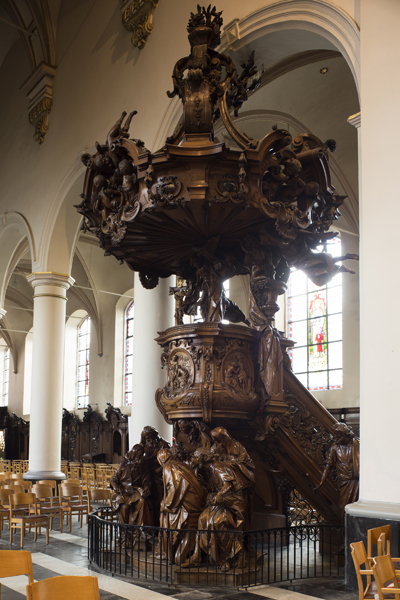
Preekstoel Laurentiuskerk, Lokeren
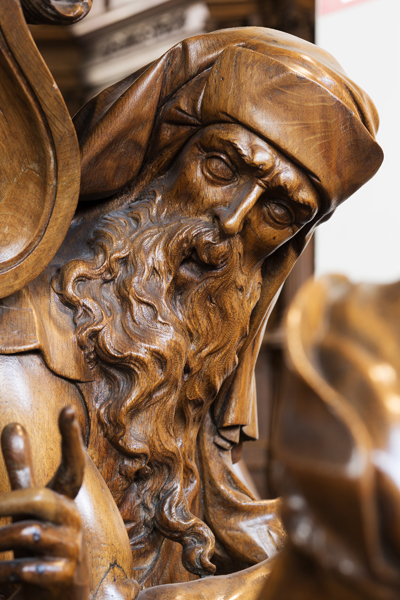
Preekstoel Laurentiuskerk, Lokeren